# Mässingshoppspindel
Mässingshoppspindel (Heliophanus aeneus) är en spindelart som först beskrevs av Carl Wilhelm Hahn 1832.  
Mässingshoppspindel ingår i släktet Heliophanus och familjen hoppspindlar. Enligt den finländska rödlistan är arten otillräckligt studerad i Finland. Arten är reproducerande i Sverige. Inga underarter finns listade i Catalogue of Life.